# Stari Maskat
Stari Maskat je prvotno zgodovinsko mesto Maskat, glavno mesto Omana, na obali v Omanskem zalivu.

## Pregled
Staro mesto Maskat je od preostalega sodobnega Maskata ločeno z obalnimi gorami. Leži ob obalni cesti Mutrah Corniche (vstop skozi muzej Vrata Maskata) med pristaniščem Sultana Kabusa in plažo Al Bustan. Mesto varuje obzidje z okroglimi stolpi, zgrajenimi leta 1625, na zahodni in južni strani. Omanski zaliv in okoliške gore tvorijo naravno mejo na vzhodu in severu. Do sredine 20. stoletja so bila vrata zaprta tri ure po mraku. Kdor je bil po tem času na ulici, je moral s seboj nositi svetilko. Poleg tega je bilo prepovedano kajenje na glavnih ulicah in javno predvajanje glasbe.

## Turizem
Turistične znamenitosti v starem Maskatu so:
- Palača Al Alam
- Ulica Al Saidija
- Bait Al Zubair
- Trdnjava Al Džalali
- Trdnjava Al Mirani
- Muzej Vrata Maskata
- Narodni muzej Omana
- Omanski francoski muzej